# Husky Dome
L'Husky Dome  è una vetta antartica a forma di cupola e coperta di neve, che rappresenta il punto più elevato delle Husky Heights, tra le testate del Ghiacciaio Brandau e del Ghiacciaio Ramsey, nei Monti della Regina Maud, in Antartide.
La denominazione è stata assegnata dalla New Zealand Geological Survey Antarctic Expedition, 1961–62, in onore dei loro cani da slitta di razza Husky, con i quali arrivarono fin sulla vetta del monte.